# BE@RBRICK
BE@RBRICK（ベアブリック）はテディベアをモチーフにしたアクションフィギュア。
2001年にメディコム・トイが開発し世界的なヒット商品となる。国内外の企業やアーティストと無数のコラボーションを行っており2016年時点で約6,000種類に到達、現在も増え続けている。

## 概要
テディベア生誕100周年である2001年、「デジタルなイメージのテディベアを作る」というコンセプトを基に誕生したクマ型ブロックタイプフィギュアがBE@RBRICKである。2000年に開発されたブロックタイプフィギュアKUBRICKをベースにしているため名前のBRICKを継承し、フィギュアがクマの形であることをあわせてBE@RBRICKと名付けられた。
最大の特徴はプリントだけで全てを表現し、付属パーツは一切付けないことにある。本体は頭・胴体・左腕・左手首・右腕・右手首・腰・左足・右足の9パーツのみで非常にシンプルな構成になっている。メディコム・トイ社長赤司竜彦（）の「真っ白のキャンパス」という発想は、制約を設けてディティール造形を廃することでスピーディーな量産を実現することを意味する。
6月と12月の年2回販売されるシリーズの他に、ブランド・映画・アニメ・アーティスト・企業と多彩なコラボーレーションをしており、ノベルティや抽選景品・非売品なども多く、全ての種類をコンプリートするのは不可能に近い。シリーズでは、甲本ヒロトやGLAYのヒサシ、マイケル・ラウ、エリック・ソウといった錚々たる著名人がデザインを手掛けているため、人気が高く入手困難なものも多い。

## サイズ
BE@RBRICKの高さは約 7 cm で、これを100%として7種類のラインナップがある。
| サイズ | 高さ   | 備考           |
| ------ | ------ | -------------- |
| 50%    | 3.5 cm | 小さいサイズ   |
| 70%    | 5 cm   | 小さいサイズ   |
| 100%   | 7 cm   | 標準的なサイズ |
| 200%   | 14 cm  | 大きいサイズ   |
| 400%   | 28 cm  | 大きいサイズ   |
| 1000%  | 70 cm  | 大きいサイズ   |

## シリーズ
2001年から販売開始されたBE@RBRICKシリーズ、中身が見えないクローズタイプで年に約2回販売される。外箱の側面に封入フィギュアとアソート率が記載されているが、シークレットと呼ばれる記載のないフィギュアも非常に低い確率で封入されていることがある。箱のなかには、内袋に入ったフィギュアと内袋に入ったカードが別々にあり、カードはフィギュアにリンクしたものが入っている。毎シリーズでフィギュアは9〜10種類のテーマで展開される。
| テーマ    | 説明                                           |
| --------- | ---------------------------------------------- |
| BASIC     | B・E・@・R・B・R・I・C・Kの全8種類（Bは2種類） |
| CUTE      | リラックマ、ハローキティなど                   |
| JELLYBEAN | ゼリービンズのテクスチャ                       |
| SF        | ロボコップ、ゴジラなど                         |
| HORROR    | 超大型巨人、キョンシーなど                     |
| PATTERN   | 花柄、水玉など                                 |
| FLAG      | 世界の国旗                                     |
| ANIMAL    | くまのがっこう、TEDなど                        |
| ARTIST    | アーティストによるデザイン                     |
| HERO      | キック・アス、キン肉マンなど                   |

### シリーズ一覧
- BE@RBRICK SERIES 1（2001年8月発売）
- BE@RBRICK SERIES 2（2001年12月発売）
- BE@RBRICK SERIES 3（2002年4月発売）
- BE@RBRICK SERIES 4（2002年9月発売）
- BE@RBRICK SERIES 5（2002年12月発売）
- BE@RBRICK SERIES 6（2003年7月発売）
- BE@RBRICK SERIES 7（2003年12月発売）
- BE@RBRICK SERIES 8（2004年6月発売）
- BE@RBRICK SERIES 9（2004年12月発売）
- BE@RBRICK SERIES 10（2005年6月発売）
- BE@RBRICK SERIES 11（2005年12月発売）
- BE@RBRICK SERIES 12（2006年6月発売）
- BE@RBRICK SERIES 13（2006年12月発売）
- BE@RBRICK SERIES 14（2007年6月発売）
- BE@RBRICK SERIES 15（2007年12月発売）
- BE@RBRICK SERIES 16（2008年6月発売）
- BE@RBRICK SERIES 17（2008年12月発売）
- BE@RBRICK SERIES 18（2009年6月発売）
- BE@RBRICK SERIES 19（2009年12月発売）
- BE@RBRICK SERIES 20（2010年6月発売）
- BE@RBRICK SERIES 21（2010年12月発売）
- BE@RBRICK SERIES 22（2011年6月発売）
- BE@RBRICK SERIES 23（2011年12月発売）
- BE@RBRICK SERIES 24（2012年6月発売）
- BE@RBRICK SERIES 25（2012年12月発売）
- BE@RBRICK SERIES 26（2013年6月発売）
- BE@RBRICK SERIES 27（2013年12月発売）
- BE@RBRICK SERIES 28（2014年6月発売）
- BE@RBRICK SERIES 29（2014年12月発売）
- BE@RBRICK SERIES 30（2015年6月発売）
- BE@RBRICK SERIES 31（2015年12月発売）
- BE@RBRICK SERIES 32（2016年6月発売）
- BE@RBRICK SERIES 33（2016年12月発売）
- BE@RBRICK SERIES 34（2017年6月発売）
- BE@RBRICK SERIES 35（2017年12月発売）
- BE@RBRICK SERIES 36（2018年6月発売）
- BE@RBRICK SERIES 37（2018年12月発売）
- BE@RBRICK SERIES 38（2019年6月発売）
- BE@RBRICK SERIES 39（2019年12月発売）
- BE@RBRICK SERIES 40（2020年6月発売）
- BE@RBRICK SERIES 41（2020年12月発売）
- BE@RBRICK SERIES 42（2021年7月発売）
- BE@RBRICK SERIES 43（2022年1月発売）
- BE@RBRICK SERIES 44（2022年7月発売）
- BE@RBRICK SERIES 45（2022年12月）
- BE@RBRICK SERIES 46（2023年7月）
- BE@RBRICK SERIES 47（2023年12月）
- BE@RBRICK SERIES 48（2024年7月）
- BE@RBRICK SERIES 49（2024年12月）

### 類似するプロダクト
BE@RBRICKに類似するプロダクトには以下のものがある。
- KUBRICK（キューブ型）
- BABEKUB（キューブ型）
- B@WBRICK（イヌ型）
- NY@BRICK（ネコ型）
- R@BBRICK（ウサギ型）
- くまぶりっく（クマ型）